# Karl Swenson
Karl Swenson (Brooklyn, New York, Verenigde Staten, 23 juli 1908 - Torrington, Connecticut, VS, 8 oktober 1978) was een Amerikaanse hoorspel-, toneel-, film- en televisieacteur. Naast zijn vertolking van Lars Hanson in Het kleine huis op de prairie speelde hij eerder in Bonanza meerdere rollen. Daarnaast vertolkte Swenson nog diverse andere film- en televisierollen waaronder een rol in The Birds van Alfred Hitchcock uit 1963.
Swenson was getrouwd met actrice Joan Tompkins die hij bij de radio ontmoet had. Zij speelde een paar keer een gastrol in de serie Het kleine huis op de prairie. Swenson overleed aan een hartaanval, hetgeen zijn personage in Het Kleine Huis nauwelijks een week later ook zou overkomen.